# Whitney (Nebraska)
Whitney é uma vila localizada no estado americano de Nebraska, no Condado de Dawes.

## Demografia
Segundo o censo americano de 2000, a sua população era de 87 habitantes.
Em 2006, foi estimada uma população de 86, um decréscimo de 1 (-1.1%).

## Geografia
De acordo com o United States Census Bureau, a localidade tem uma área de 0,4 km², sem área coberta por água. Whitney localiza-se a aproximadamente 1040 m acima do nível do mar.

## Localidades na vizinhança
O diagrama seguinte representa as localidades num raio de 48 km ao redor de Whitney.